# Johann Paulsackel
Johann Paulsackel (* 28. Juli 1805 in Armsheim; † 2. Juli 1855 in New Orleans) war ein Vorkämpfer für demokratische Freiheitsrechte und Schulreformer. 

## Leben

### Der Anfang
Johann Paulsackel, 1805 als Lehrersohn in Armsheim geboren, kam 1839 nach Oppenheim und unterrichtete dort an der katholischen Schule im Bartholomäus-Schulhaus.

### Die Communalschulbewegung
Die beiden seit der Reformation vorhandenen Religionsbekenntnisse der Lutheraner und der Reformierten hatten sich 1822 in den hessischen Provinz Rheinhessen zur Union zusammengeschlossen und nannten sich fortan Evangelisch. In der Folge vereinigten sich auch in Oppenheim die bisher getrennten Schulen zur evangelischen Schule. 
Diese Gelegenheit wollten starke Kräfte unter Führung des Bürgermeisters und weiteren Lehrern nutzen und alle bisher konfessionell ausgerichteten Schulen in einer einzigen städtischen Schule – der Communalschule – zusammenlegen. Auch die katholischen und die jüdischen Kinder sollten also an der Vereinigung teilnehmen und alle bekenntnismäßigen Schranken zwischen Kindern fallen. Das Vorhaben scheiterte jedoch am Widerstand des katholischen Volksteils unter Führung des damaligen Geistlichen.
Paulsackel griff das Konzept der Communalschule wieder auf und wurde sein eifrigster Verfechter. Er verfasste 1849 eine entsprechende Eingabe an den Stadtrat mit den Unterschriften der verschiedenen Lehrer zur Gründung einer sogenannten Einheitsschule.
Die Lehrerschaft fand kräftige Unterstützung durch den 230 Mitglieder umfassenden Demokratischen Verein, der am 17. Januar 1849 ein eigenes Gesuch einreichte. Nebenher wurden in der Bevölkerung Unterschriften gesammelt. Aber wie schon 1822 scheiterten auch dieses Mal die Bemühungen um die Einführung der Communalschule am Widerstand des katholischen Volksteils.

### Freiheitsbewegung 1848/49
Viele Lehrkräfte ließen sich von der damaligen politisch bewegten Zeit beeinflussen, engagierten sich und mussten zum Teil unangenehme Folgen tragen. Paulsackel war an der Freiheitsbewegung 1848/49 führend beteiligt. Durch seine Teilnahme am politischen Geschehen der Jahre 1848–1850 ging der damals 40-jährige katholische Lehrer den jungen Lehrern mit großem Beispiel voran.
1849 zog er für den Demokratischen Verein für den Wahlbezirk Oppenheim in den hessischen Landtag ein (zweite Kammer zu Darmstadt). 
Die führende Rolle Paulsackels in der Freiheitsbewegung war der Hessischen Regierung ein Dorn im Auge. 

### Die Zuspitzung der Ereignisse
Die regierungsseitige Reaktion auf die fortschrittlichen Oppenheimer Forderungen ließ nicht auf sich warten und traf den Feuerkopf an seiner empfindlichsten Stelle, seinem Schulamt.
- 25. Januar 1850: Paulsackel seines Lehramtes enthoben
- Dienstbezüge nur bis zum 19. Februar unter Abzug der Bezüge seines Gehilfen
- Aufforderung, seine Dienstwohnung im Schulhaus zu räumen
- Paulsackel auf den 2. Februar 1850 nach Darmstadt vor die Oberstudiendirektion bestellt
- Er kam der Aufforderung nicht nach, sondern begab sich auf Reisen und war erst Anfang März in Oppenheim zurück. Paulsackel gründete umgehend im Vertrauen auf seine große Anhängerschaft eine sogenannte  „Freischule“, die auch Französisch und Englisch lehrte. Sie genoss anfangs innerhalb der Einwohnerschaft starken Zuspruch und wurde von vielen Kindern aller Religionsbekenntnisse besucht. An den regulären Schulen gingen dementsprechend die Schülerzahlen stark zurück.
- Am 22. April verbot die rheinhessischen Regierung die Weiterführung der Freischule. Sie übte Druck auf die Öffentlichkeit aus und erkundigte sich fortlaufend nach dem Stand und insbesondere nach der Anzahl fehlender Schüler in den regulären Klassen.
- Die Schülerzahl in Paulsackels Schule bröckelte daraufhin ständig ab und die Schüler kehrten nach und nach in die früheren Klassen zurück.

Paulsackel hatte damit seine Schlacht gegen die Regierung in Darmstadt verloren und stand weiterhin ohne Geldmittel da. Er konnte die angeordnete Räumung seiner Dienstwohnung nicht weiter hinauszögern. Seine Bitte an seine Oppenheimer Freunde, ihm eine andere Wohnung beschaffen, traf auf taube Ohren.
Im berüchtigten Freischärlerprozess zu Mainz 1850 saß auch Paulsackel auf der Anklagebank, wurde aber freigesprochen. Beim Abmarsch der Angeklagten zur Gerichtsstätte nach Mainz hatte er auf dem Oppenheimer Marktplatz die Abschiedsrede gehalten.
Im Oktober 1850 hatten offenbar Enttäuschung und Ratlosigkeit bei Paulsackel ihren Höhepunkt erreicht: Er verschwand spurlos aus Wohnung und Stadt. Seine Witwe soll im Jahre 1855 in Mainz gewohnt haben. Er hatte auch eine Tochter.

### Nachtrag
Erst viel später wurde bekannt, dass Paulsackel offenbar 1854 nach New Orleans ausgewandert und dort bereits ein Jahr später an Gelbfieber gestorben war.
1874, etwa 20 Jahre danach, wird in Oppenheim eine Communalschule eingerichtet.